# The Archaic Course
The Archaic Course treći je studijski album norveškog metal sastava Borknagar te njegov prvi na kojem se pojavljuje pjevač ICS Vortex (Simen Hestnæs), zamjenjujući tako Garma (koji, prema Øysteinu Brunu, "više nije želio vrištati"), zajedno s novim gitaristom Jensom F. Rylandom. Album također sadržava doprinose gostujućeg gitarista Ivara Bjørnsona, poznatijeg kao člana sastava Enslaved, iako u knjižici albuma nije ubrojen kao dio grupe. Ovo je također posljednji album na kojem je svirao izvorni bubnjar te jedan od osnivača sastava, Erik "Grim" Brødreskift, prije svoje smrti uzrokovane predoziranjem.

## Popis pjesama
| 1.    | »Oceans Rise«                                       | Øystein G. Brun | Brun                | 5:27 |
| 2.    | »Universal«                                         | Brun            | Brun                | 5:35 |
| 3.    | »The Witching Hour«                                 | ICS Vortex      | Ivar Bjørnson, Brun | 4:26 |
| 4.    | »The Black Token«                                   | Brun            | Brun                | 5:19 |
| 5.    | »Nocturnal Vision«                                  | Vortex          | Brun                | 4:35 |
| 6.    | »Ad Noctum«                                         | Brun            | Vortex, Brun        | 4:22 |
| 7.    | »Winter Millenium«                                  | Brun            | Brun                | 5:44 |
| 8.    | »Fields of Long Gone Presence/Outro« (instrumental) |                 | Bjørnson            | 2:18 |
| 37:46 |                                                     |                 |                     |      |

## Recenzije
Jason Anderson, glazbeni kritičar sa stranice AllMusic, dodijelio je albumu četiri od pet zvjezdica te je komentirao: "The Archaic Course, Borknagarov album iz 1998. godine, zadržao je hrabru putanju koju je sastav uspostavio na The Olden Domainu, odvlačeći ga još i dalje od njegovih black metal korijena. Nakon što album započne serijalom četiriju kakofoničnih, a opet vrlo detaljnih skladbi s urlicima ekstremnog metala, glazba se smiruje i Borknagarova teorija kaosa prepušta se promišljenijoj grani metala. Sama gustoća skladbi kao što su "Oceans Rise" i "The Witching Hour" vrijedna je pažnje, kao i neprestane promjene u tonalitetu koje miksu donose unikatan simfonijski element. Dugotrajna borba s produkcijom smeta agresivnijem ranijem odjseku The Archaic Coursea, jer se vrlo slojevite gitare i klavijature gomilaju u lupajućemu bijelome šumu. Ovaj je intenzivan zvuk mogao biti željeni efekt, ali takva je neartikulirana produkcija teško mogla biti željeni cilj. Međutim, tijekom kasnijih i progresivnijih pjesama, slušateljima ostaje malo slobodnog prostora, stvarajući tako mogućnost upijanja mnogostrukih vokalnih/gitarističkih harmonija i ostalih dinamičkih trikova. Iako bi detaljnija produkcija pripomogla The Archaic Courseu, album je i dalje vrlo maštovit te bi obožavatelji norveškog Borknagara trebali uživati u njemu".

## Zasluge
| Borknagar - ICS Vortex – vokali; sintesajzer i efekti na pjesmi "Ad Noctum" - Øystein G. Brun – gitara - Jens F. Ryland – gitara - Kai K. Lie – bas-gitara - Grim – bubnjevi - Ivar Bjørnson – sintesajzer i efekti | Ostalo osoblje - Christophe Szpajdel – logotip - Waldemar Sorychta – produkcija - Matthias Klinkmann – inženjer zvuka, produkcija - Carsten Drescher – naslovnica, omot albuma - Axel Hermann – naslovnica, omot albuma - M. Røn – fotografija |

## Vanjske poveznice
- Borknagar - The Archaic Course  Arhivirana inačica izvorne stranice od 15. travnja 2012. (Wayback Machine) (Službena podstranica sastava koja opisuje treći album)
- "The Archaic Course" na discogs.com